# ФК Антверп
Ройал Антверп Футбол Клуб (Royal Antwerp Football Club), кратка форма Антверп е белгийски футболен клуб от Антверпен.

## История
Антверп се разглежда като най-стария футболен клуб в Белгия. Той е основан като Антверп Атлетик Клуб през 1880 г. от английски студенти пребиваващи в града. Основан е 15 години преди създаването на Кралската Асоциация на Белгийския Футбол. През 1887 в клуба се отделя група за футбол, която основава собствен борд и с името Антверп Футбол Клуб.

## Успехи
Национални
- Белгийска Про Лига
  -  Шампион (5): 1928/29, 1930/31, 1943/44, 1956/57, 2022/23
  -  Трето място (1): 2020/21
- Купа на Белгия
  -  Носител (4): 1912/13, 1913/14, 2019/20, 2022/23
  - Финалист (1): 2023/24
- Белгийска втора лига
  -  Шампион (2): 1954/55, 1991/92

Международни
- Купа на носителите на купи
  -  Финалист (1): 1992/93

## Български футболисти
- Пламен Николов: 1986/87 наем - (4 мача - 0 гола)
- Емил Спасов: 1986/87
- Томас Лафчис: 1986/87 - (4 мача - 0 гола)
- Пламен Симеонов: 1990/91 - (26 мача - 9 гола)
- Росен Божинов: 2024... - (0 мача - 0 гола...)